# Cleorodes lichenaria
Cleorodes · Boarmie des lichens
Genre
Espèce
Cleorodes lichenaria, communément appelé la Boarmie des lichens et unique représentant du genre monotypique Cleorodes, est une espèce de lépidoptères (papillons) de la famille des Geometridae et de la sous-famille des Ennominae.
Elle est présente en Europe, notamment dans une grande partie de la France métropolitaine.
Sa chenille se nourrit de lichens. Tout comme l'imago, c'est un exemple remarquable de mimétisme, lui permettant de se confondre visuellement avec son milieu pour échapper aux prédateurs.